# Садомба, Эдвард
Эдвард Такаринда Садомба (англ. Edward Takarinda Sadomba; род. 31 августа 1983, Хараре) — зимбабвийский футболист, нападающий. Выступал за сборную Зимбабве.

## Карьера

### Клубная
Воспитанник футбольной академии Агаты Шенети (ASSA). Начинал свою карьеру в клубах Зимбабве, ЮАР и Мозамбика.
Садомба стал игроком суданского «Аль-Хиляля» в 2009 году и с того времени стал лучшим бомбардиром команды. По итогам сезона 2009 он забил 16 голов в 30 матчах, внеся существенный вклад в завоевание его командой чемпионства Судана. Спустя год Садомба вновь в составе «Аль-Иттихада» стал чемпионом Судана. В 2011 году «Аль-Хиляль» дошёл до полуфинала Лиги африканских чемпионов, где он в конце концов уступил тунисскому «Эсперансу» с общим счётом 0:3. В ходе этого турнира Садомба забил семь мячей и стал его лучшим бомбардиром.
С 2013 года выступает за ливийский «Аль-Ахли Бенгази». В 2014 году забил 5 голов в Лиги африканских чемпионов и по состоянию на апрель 2014 года лидировал в споре бомбардиров национального чемпионата с 7 голами.
В январе 2019 года Садомба вернулся в футбол и подписал контракт со своим бывшим клубом «Дайнамоз». После того, как тренер Ллойд Чигов был уволен, Садомба был назначен временным тренером клуба вместе с Ричардом Чихоро 23 апреля 2019 года, до того, как Тондерай Ндирая был назначен постоянным тренером в конце той недели.

### В сборной
За сборную Зимбабве выступал с 2006 года. Единственный гол за национальную команду забил 20 августа 2008 года в матче против Ботсваны. Последние матчи за сборную провёл в 2014 году.

## Достижения
- Чемпион Зимбабве: 2007
- Обладатель Кубка Зимбабве: 2007
- Чемпион Судана: 2009, 2010, 2012
- Обладатель Кубка Судана: 2009, 2011